# Mount Hankey
Mount Hankey ist ein Berg im Nordosten der Alexander-I.-Insel westlich der Antarktischen Halbinsel. Am Ostrand der Rouen Mountains ragt er 10 km südöstlich des Mount Paris an der landgebundenen Seite des Roberts-Piedmont-Gletscher auf.
Das UK Antarctic Place-Names Committee benannte ihn 2001 nach Henry Hanky (1914–1999), in den 1950er Jahren Unterstaatssekretär in der Abteilung für Südamerika im Foreign and Commonwealth Office für die Ausarbeitung des Antarktis-Vertrags.